# Максим Димитриевски
Максим Димитриевски (на македонска литературна норма: Максим Димитриевски) е политик и общественик от Северна Македония, кмет на град Куманово. Бивш член на Социалдемократическия съюз на Македония. През 2023 г. създава нова партия с името За Наша Македония (ЗНАМ).

## Биография
Роден е на 29 ноември 1975 година в Куманово. Завършва основно образование и гимназия в родния си град. След това завършва Юридическия факултет на Скопския университет. Занимава се с частен бизнес.
Димитриевски е женен с три деца.
Още като младеж става активист на Социалдемократическия съюз. В 2008 година е избран за общински съветник в община Куманово. От 2012 до 2016 година е председател на Общинския съвет. В 2016 година е избран за депутат и става председател на комисията за сигурност. На местните избори в октомври 2017 година Димитриевски е избран за кмет на Куманово.